# Bowling for Soup
Bowling for Soup er en amerikansk musikgruppe der primært spiller pop-punk, men også enkelte sange med elementer fra ska.[kilde mangler]

## Historie
Bowling for Soup slog igennem i 2004 med sangen "1985", trods det at den lignende rockgruppe SR-71 faktisk stod bag det nummer. Bowling for Soup havde i denne periode andre hits som "Almost", "Girl All the Bad Guys Want". I 2003 var deres selvironiske "Punk Rock 101" med i spillet Backyard Wrestling til PlayStation 2 og Xbox.
De synger også den engelske intro til serien  Phineas og Ferb på Disney Channel.

## Diskografi
- Bowling for Soup (1994)
- Rock on Honorable Ones!! (1998)
- Let's Do It for Johnny!! (2000)
- Drunk Enough to Dance (2002)
- A Hangover You Don't Deserve (2004)
- The Great Burrito Extortion Case (2006)
- Sorry for Partyin' (2009)
- Fishin' for Woos (2011)
- Lunch. Drunk. Love. (2013)
- Drunk Dynasty (2016)